# Atrichopogon pallidipedis
Atrichopogon pallidipedis är en tvåvingeart som beskrevs av Tokunaga 1959. Atrichopogon pallidipedis ingår i släktet Atrichopogon och familjen svidknott. Inga underarter finns listade i Catalogue of Life.